# Pema Chinnjor
Pema Chinnjor ou Pema Chinjor (Karzé, 1945) est un homme politique tibétain et l'actuel ministre de la Religion et de la Culture de l'Administration centrale tibétaine.

## Biographie
Pema Chinnjor est né en Karzé dans l'est du Tibet Kham en 1945.
Il est scolarisé à l'école du monastère de Ganden. 
En 1958, il rejoint le Chushi Gangdruk un mouvement de résistance tibétain luttant contre l'entrée de l'armée populaire de libération au Tibet. Il suivit le dalaï-lama en exil en Inde en 1959.
Après son arrivée en Inde, il a enseigné la langue tibétaine et de l'histoire au département d'études asiatiques de l'université du Panjab à Chandigarh de 1964 à 1984.
En 1968, il écrivit et publia New Plan Tibetan Grammar and Translation. Le livre a été révisé en 1993 et fut l'un des best-sellers des éditions Paljor.
Il a obtenu un baccalauréat en politique de DAV College, Chandigarh (en) en 1975. En 1972, il fonde l'association régionale du Congrès de la jeunesse tibétaine de Chandigarh et en a été président durant quatre mandats consécutifs. Par la suite, il a été élu membre du Comité exécutif central du Congrès de la jeunesse tibétaine.
En 1983, il a participé à la conférence de l'Organisation mondiale des bouddhistes (WFB) au Sri Lanka en tant que membre, avec Dhobum Tulku et Khamtrul Rinpoché, de la délégation tibétaine. 
En 1984, il a été nommé vice-président de l' Indo-Tibetan Friendship Society à Bangalore. 
En 1992, il a été élu député du Parlement tibétain en exil pour deux mandats. De 1997 à 2001, il a été nommé ministre de la sécurité. En 2004, il a été élu membre du comité directeur de l'ARDA (Alliance for Reform and Democracy in Asia, Alliance pour la réforme et la démocratie en Asie) et a assisté à la réunion qui s'est tenue à Taipei à Taïwan. 
Il a assisté à la première Conférence Biennale de Forum mondial pour la démocratisation en Asie (en) à Taïwan en 2005. 
En 2007, il a reçu un certificat de reconnaissance du Congrès américain lors de la réception de la citoyenneté américaine.
Il a été nommé membre du conseil du Tibet Fund en 2009.
En juin 2012, avec Samdhong Rinpoché, il est invité de la conférence du WFB, une association dont il est membre, ce qui provoque l'ire de la délégation de la république populaire de Chine.
En juillet 2012, dans le cadre d'une campagne de sensibilisation sur la situation au Tibet où des Tibétains s'immolent, il fait une tournée en Europe et se rend en Suisse, en Italie, en Allemagne, et en Autriche.